# ウィリアム・フィッツモーリス (第20代ケリー男爵)
第20代ケリー男爵ウィリアム・フィッツモーリス（英語: William FitzMaurice, 20th Baron Kerry、1633年 – 1697年3月）は、アイルランド貴族。

## 生涯
第19代ケリー男爵パトリック・フィッツモーリスとオナー・フィッツジェラルド（Honor FitzGerald、サー・エドモンド・フィッツジェラルドの娘）の息子として、1633年に生まれた。
1661年に父が死去すると、ケリー男爵位を継承した。
1665年頃、コンスタンス・ロング（Constance Long、ウィリアム・ロングの娘）と結婚した。
- トマス（1668年 – 1741年） - 第21代ケリー男爵、初代ケリー伯爵

1689年5月7日にジェームズ2世が招集したアイルランド議会に出席、翌年のボイン川の戦いの後はジェームズ2世とともにフランス王国に渡った。
1697年3月に死去、息子トマスが爵位を継承した。